# Torquatus (Cognomen)
Torquatus (wörtlich: „Mit einem Torques geschmückt“) ist ein römisches Cognomen, das ab dem 3. Jahrhundert v. Chr. als Name einer patrizischen Familie der gens Manlia verwendet wurde, später aber weitere Verbreitung fand.
Der Legende nach erwarb Titus Manlius Imperiosus (siehe unten) das Agnomen Torquatus 360 v. Chr., nachdem er die Halskette eines außergewöhnlich großen Galliers an sich nahm, den er zuvor im Zweikampf besiegt hatte.

## Namensträger
- Aulus Manlius Torquatus (Konsul 164 v. Chr.), römischer Politiker, Prätor 167 v. Chr.
- Aulus Manlius Torquatus (Legat 67 v. Chr.), römischer Politiker, Prätor um 70 v. Chr.
- Aulus Manlius Torquatus (Prätor 52 v. Chr.), römischer Politiker
- Aulus Manlius Torquatus Atticus, römischer Politiker, Zensor 247 v. Chr., Konsul 244 und 241 v. Chr.
- Decimus Iunius Silanus Torquatus (* um 10; † 64), römischer Konsul 53
- Gaius Bellicius Torquatus, römischer Konsul 143
- Gaius Bellicius Calpurnius Torquatus, römischer Konsul 148
- Gennadius Torquatus, römischer Prokonsul in Ägypten 396 und Achaea 404
- Lucius Aburnius Torquatus, römischer Offizier, 2. Jahrhundert
- Lucius Iunius Silanus Torquatus (* um 40; † 65), vornehmer Römer
- Lucius Manlius Torquatus († 47 v. Chr.), römischer Konsul 65 v. Chr.
- Lucius Manlius Torquatus (Legat), römischer Heerführer
- Lucius Manlius Torquatus (Prätor) († 46 v. Chr.), römischer Prätor 49 v. Chr.
- Lucius Nonius Calpurnius Torquatus Asprenas, römischer Konsul 94 und 128
- Marcus Iunius Silanus Torquatus (* um 24 v. Chr.; † nach 39), römischer Konsul 19
- Titus Manlius Imperiosus Torquatus, römischer Politiker, Konsul 347, 344 und 340 v. Chr.

- Titus Manlius Torquatus (Konsul 299 v. Chr.) († 299 v. Chr.), römischer Politiker
- Titus Manlius Torquatus (Konsul 235 v. Chr.) († 202 v. Chr.), römischer Politiker, Konsul 235 v. Chr. und 224 v. Chr.
- Titus Manlius Torquatus (Konsul 165 v. Chr.), römischer Politiker und Gesandter
- Titus Manlius Torquatus (Quastor), römischer Politiker, 1. Jahrhundert v. Chr.
- Titus Manlius Imperiosus Torquatus, römischer Konsul 347 v. Chr.